# Devondrick Walker
Devondrick Walker (Garland, 11 luglio 1992) è un cestista statunitense, professionista in NBA D-League, Europa e in Australia.

## Carriera
Uscito dal college inizialmente senza grandi prospettive di carriera, viene ingaggiato dagli Austin Spurs in NBA Development League dopo un provino. La stagione successiva segue l'assistente coach degli Spurs Mike Miller, nel frattempo diventato head coach dei Westchester Knicks, dove trova più spazio in squadra, aumentando così le proprie statistiche. Con i Knicks inizia anche la stagione 2016/2017, per poi passare il 14 dicembre ai Delaware 87ers in cambio di Von Wafer. Qui durante lo showcase annuale, nelle due partite vinte del 18 e 20 gennaio rispettivamente contro i Windy City Bulls e i Greensboro Swarm, mette a segno in tutto 49 punti con un perfetto 12/12 da tre (15/18 totali dal campo). Alla fine della regular season in virtù delle ottime prestazioni vince l'NBA Development League Most Improved Player Award.
Nell'estate del 2017 prende parte alla NBA Summer League con gli Utah Jazz e il 21 luglio viene annunciato il suo trasferimento in Australia, dove firma con i Perth Wildcats. Tuttavia perde gran parte della stagione a causa di un grave infortunio al piede subito in allenamento durante la pre-season. Il 15 marzo fa il suo ritorno ai Delaware 87ers.
Il 31 luglio 2018, dopo aver giocato la Summer League con i Philadelphia 76ers, torna alla piena attività firmando in Serie A nella neopromossa Trieste. A causa di dissidi con la società, finisce presto ai margini delle rotazioni e il 9 gennaio 2019 viene ceduto a Brindisi.
La stagione 2019-2020 comincia solo da dicembre in Francia, al Chorale Roanne Basket, ma dopo sole 4 partite a poco più di 9 punti di media, il 14 gennaio torna nella NBL australiana, firmando per i South East Melbourne Phoenix.

## Statistiche

### G League
| Anno      | Squadra        | PG  | PT | MP   | TC%  | 3P%  | TL%  | RP  | AP  | PRP | SP  | PP   |
| --------- | -------------- | --- | -- | ---- | ---- | ---- | ---- | --- | --- | --- | --- | ---- |
| 2014-2015 | Austin Spurs   | 34  | 0  | 11,1 | 42,9 | 30,6 | 86,4 | 1,5 | 0,9 | 0,3 | 0,1 | 3,0  |
| 2015-2016 | Westch. Knicks | 25  | 0  | 14,8 | 38,5 | 32,2 | 81,0 | 2,2 | 0,8 | 0,5 | 0,0 | 4,8  |
| 2016-2017 | Westch. Knicks | 10  | 5  | 20,6 | 44,7 | 37,5 | 93,8 | 2,1 | 0,7 | 0,8 | 0,1 | 10,1 |
| 2016-2017 | Delaware 87ers | 38  | 12 | 28,2 | 46,9 | 41,1 | 92,8 | 2,9 | 1,4 | 0,7 | 0,2 | 12,5 |
| Carriera  | Carriera       | 107 | 17 | 18,9 | 44,6 | 37,9 | 89,8 | 2,2 | 1,1 | 0,5 | 0,1 | 7,5  |

## Palmarès

### Individuali
- NBA Development League Most Improved Player Award: 1

2017